# Анатомия страсти (сезон 10)
Десятый сезон американского драматического телесериала Шонды Раймс «Анатомия страсти» стартовал на канале ABC 26 сентября 2013 года. Состоит из 24 эпизодов.

## Производство
10 мая 2013 года ABC продлил сериал на десятый сезон. Позже было объявлено, что сезон будет разделён на две части, первые двенадцать эпизодов будут показаны до нового года, после чего сериал уйдёт на перерыв вплоть до 26 февраля 2014 года. «Анатомия страсти», наравне с четырьмя другими мыльными драмами канала («Нэшвилл», «Скандал», «Месть» и «Однажды в сказке»), переходит таким образом в телесезоне 2013-14 годов на новый формат вещания, из двух блоков, транслирующихся практически без перерывов.
В мае 2012 года шесть основных актёров оригинального состава (Эллен Помпео, Патрик Демпси, Сандра О, Чандра Уилсон, Джастин Чэмберс, и Джеймс Пикенс-младший) возобновили свои контракты на два сезона. В июне 2013 года было объявлено, что четыре нововведённых в девятом сезоне актёра (Камилла Ладдингтон, Гай Чарльз, Джеррика Хинтон и Тесса Феррер) были повышены до регулярного состава в десятом сезоне. 13 августа 2013 Сандра О объявила о своём уходе из сериала после финала десятого сезона.

## Актёры и персонажи
| - Эллен Помпео — Мередит Грей - Сандра О — Кристина Янг - Джастин Чэмберс — Алекс Карев - Чандра Уилсон — Миранда Бейли - Джеймс Пикенс-младший — Ричард Уэббер - Сара Рамирес — Келли Торрес - Кевин Маккидд — Оуэн Хант - Джессика Кэпшоу — Аризона Роббинс - Сара Дрю — Эйприл Кэпнер - Джесси Уильямс — Джексон Эйвери - Камилла Ладдингтон — Джо Уилсон - Гай Чарльз — Шейн Росс - Джеррика Хинтон — Стефани Эдвардс - Тесса Феррер — Лия Мерфи - Патрик Демпси — Дерек Шепард | - Джастин Брюнинг — Мэттью - Джейсон Джордж — Бен Уоррен - Джеймс Ремар — Джимми Эванс - Дебби Аллен — Кэтрин Эйвери - Маргерит Моро — Эмма Марлинг - Келли Маккрири — Маргарет Пирс - Бреша Уэбб — Тереза Моррис - Тина Мажорино — Хизер Брукс - Гектор Элизондо — Карлос Торрес - Вероника Картрайт — Лидия Эшфорд - Энни Поттс — Джойс Боско - Лэйни Казан — Си Джей - Валери Махаффей — Донна Кауфман |

## Эпизоды
| № общий | № в сезоне | Название                                                                                         | Режиссёр       | Автор сценария    | Дата премьеры    | Зрители в США (млн) |
| --- | ---------- | ------------------------------------------------------------------------------------------------ | -------------- | ----------------- | ---------------- | ------------------- |
| 197 | 1          | «Seal Our Fate» «Судьба»                                                                         | Роб Корн       | Джоан Рэйтер      | 26 сентября 2013 | 9,27                |
| Врачи ищут доктора Вебера. Тем временем происходит оползень, и в "Грэй-Слоан" привозят раненых пожарных. Одному из интернов удаётся отыскать Вебера ценой своей жизни. Келли рассказывает всем об измене Аризоны. Бэйли настаивает на операции Ричарда. Кристина же против. В своём распоряжении Вебер указывает Мередит ответственной за его жизнь. |            |                                                                                                  |                |                   |                  |                     |
| 198 | 2          | «I Want You With Me» «Будь со мной»                                                              | Чандра Уилсон  | Дебора Кан        | 26 сентября 2013 | 9,27                |
| Брукс умирает на операционном столе. Остальные интерны пытаются пережить эту потерю. Во время операции Вебера появляется Кэтрин Эйвери и требует все прекратить, но позже Бейли опять прооперирует Ричарда и найдёт проблему. Келли уходит от Аризоны с дочкой, Мередит разрешает им пожить у них. Кристина и Оуэн никак не могут расстаться. Майк узнаёт, с кем у Эйприл были отношения до него. |            |                                                                                                  |                |                   |                  |                     |
| 199 | 3          | «Everybody's Crying Mercy» «Милосердие»                                                          | Тони Фелан     | Тиа Наполитано    | 3 октября 2013   | 9,60                |
| Вебер ещё находится на лечении, Росс считает, что Шеф упрямится, а Бэйли ему потакает. Шепарды в отпуске. Больница пострадала после грозы, и Оуэн просит о ремонте пострадавшей части. Эйприл ждёт результаты повторного экзамена. Карев и Кристина спорят по поводу операции на сердце. Эйвери хочет провести бесплатную операцию женщине с травмой лица, но лишних денег в бюджете больницы нет. |            |                                                                                                  |                |                   |                  |                     |
| 200 | 4          | «Puttin' on the Ritz» «Разодеться в пух и прах»                                                  | Роб Корн       | Остин Гузман      | 10 октября 2013  | 8,79                |
| Руководство «Грей-Слоан Мемориал» устраивает вечеринку по сбору средств для ремонта больницы. Келли, чтобы собрать деньги, рассказывает гостям-пожертвователям, что Аризона умерла. Кристина прибегает к флирту с миллионером ради чека для больницы. Пока врачи веселятся и пытаются собрать деньги, Миранда пытается уговорить Ричарда на искусственную вентиляцию лёгких. Вебер отказывается. У Бэйли появляется неизлечимо больной вредный пациент, цепляющийся за жизнь. Аризона и Эйприл напиваются в кладовке. В больницу поступают наркоманы. Алекс подозревает, что один из них его отец, которого он не видел 20 лет... |            |                                                                                                  |                |                   |                  |                     |
| 201 | 5          | «I Bet It Stung» «Наверно, было больно»                                                          | Марк Джексон   | Жанин Реншоу      | 17 октября 2013  | 8,78                |
| Мередит объединяется с Кристиной, чтобы сделать новаторскую операцию по пересадке, но Мередит опаздывает на операцию. Кристина ссорится с Мередит и говорит, что они хотят разных вещей, и это нормально, но она не хочет быть такой, как Мередит. |            |                                                                                                  |                |                   |                  |                     |
| 202 | 6          | «Map of You» «Карты»                                                                             | Дэвид Гринспен | Уильям Харпер     | 24 октября 2013  | 8,73                |
| Мередит решает продолжить исследования своей матери, расширив их. Дерек и Келли объединились, чтобы работать над проектом, но Келли понимает, что она хочет другого. Дерек готов поставить работу на второй план, чтобы Мередит провела чудесный год. |            |                                                                                                  |                |                   |                  |                     |
| 203 | 7          | «Thriller» «Триллер»                                                                             | Чери Ноулан    | Габриэль Ланас    | 31 октября 2013  | 8,94                |
| Пришёл Хэллоуин, и врачи госпиталя имеют дело с жуткими пациентами, которые срывают их планы. Дерек сотрудничает с Беном, тестируя новую хирургическую технику, а Ричард злится на Бэйли, когда та просит другого врача провести его следующую операцию. |            |                                                                                                  |                |                   |                  |                     |
| 204 | 8          | «Two Against One» «Двое против одного»                                                           | Кевин МакКидд  | Мег Маринис       | 7 ноября 2013    | 8,68                |
| Отношения Мередит и Кристины накаляются после того, как одна из них предаёт другую в больнице. Дерек говорит Джексону, что он должен позволить врачам второго года работать самостоятельно. Эйприл и Мэтью приняли решение, касающееся их отношений. |            |                                                                                                  |                |                   |                  |                     |
| 205 | 9          | «Sorry Seems to be the Hardest Word» «Тяжело сказать „прости“»                                   | Жанно Шварц    | Стейси Макки      | 14 ноября 2013   | 8,56                |
| Неожиданный иск о халатности переворачивает мир Келли с ног на голову. Отец, который изо всех сил пытается её поддержать, приезжает и раскрывает ей очень неожиданный секрет. Между тем, мы узнаем ряд удивительных подробностей о браке Келли и Аризоны. |            |                                                                                                  |                |                   |                  |                     |
| 206 | 10         | «Somebody That I Used to Know» «Кто-то, кого я раньше знал»                                      | Дебби Аллен    | Дебора Кэйн       | 21 ноября 2013   | 8,61                |
| В госпитале Грей-Слоан, всё возвращается на круги своя. Бен верит Шепарду насчёт того, что причиной странного поведения Бейли является ОКР. Это вызывает настороженность Шепарда и Оуэна, и они начинают сомневаться в психической дееспособности Бейли. |            |                                                                                                  |                |                   |                  |                     |
| 207 | 11         | «Man on the Moon» «Человек на Луне»                                                              | Бобби Рот      | Элизабет Клаветер | 5 декабря 2013   | 7,02                |
| Бейли ходит к психиатру, чтобы справиться с ОКР, она принимает тот факт, что заболевание серьёзное и ей надо принимать лекарства. Сёстры Эйприл прилетают в Сиэтл, чтобы устроить ей девичник в госпитале Грей-Слоан, но их планы расстраиваются. |            |                                                                                                  |                |                   |                  |                     |
| 208 | 12         | «Get Up, Stand Up» «Поднимайся, вставай!»                                                        | Тони Фелан     | Уильям Харпер     | 12 декабря 2013  | 8,36                |
| Эйприл и Метью готовятся ко дню свадьбы. Алекс говорит отцу, что они не являются членами одной семьи. Во время свадьбы Эйприл и Метью Дереку звонят от Президента США, а Джексон встаёт и признаётся в своей любви к Эйприл. |            |                                                                                                  |                |                   |                  |                     |
| 209 | 13         | «Take It Back» «Забери это обратно»                                                              | Роб Корн       | Остин Гузман      | 27 февраля 2014  | 9,42                |
| Доктора сталкиваются с последствиями происшествий на свадьбе, Алекс реагирует на новости о своём отце, Келли и Аризона принимают решение насчёт своих отношений. |            |                                                                                                  |                |                   |                  |                     |
| 210 | 14         | «You Got to Hide Your Love Away» «Спрячь свою любовь подальше»                                   | Рон Андервуд   | Тиа Наполитано    | 6 марта 2014     | 8,21                |
| После анонимной жалобы, больница вводит политику, запрещающую близкие отношения между сотрудниками. Эмма и Оуэн говорят о будущем. Ричард вербует сотрудников клиники на помощь в исследовании редкого вида рака. |            |                                                                                                  |                |                   |                  |                     |
| 211 | 15         | «Throwing it All Away» «Растрачивая всё впустую»                                                 | Крис Хайд      | Джоан Ратер       | 13 марта 2014    | 7,36                |
| У Аризоны не задался день. Дерек отрекается от своего обещания, данного Келли, а Джо и Стефани натыкаются на младенца, брошенного неподалёку от больницы. Тем временем, доктора сталкиваются с последствиями запрещающей близость политики. |            |                                                                                                  |                |                   |                  |                     |
| 212 | 16         | «We Gotta Get Out Of This Place» «Надо отсюда выбираться»                                        | Сьюзан Вейлл   | Жанин Реншоу      | 20 марта 2014    | 8,09                |
| Доктор Уэббер празднует день рождения. Бейли, Лея, Мередит и Ричард берутся за редкий случай: пациент, ещё находясь в утробе, поглотил своего близнеца. Кристина создаёт страницу для Оуэна на сайте знакомств. |            |                                                                                                  |                |                   |                  |                     |
| 213 | 17         | «Do You Know?» «Знаешь ли ты?»                                                                   | Чандра Уилсон  | Стейси МакКи      | 27 марта 2014    | 8,42                |
| Кристина примеряет на себя два разных мира после того, как она проводит операцию. Показывается будущее, где Кристина выходит замуж за Оуэна, они съезжаются, рожают первенца. Второй мир начинается, когда Кристина возвращается от мечты к реальности. |            |                                                                                                  |                |                   |                  |                     |
| 214 | 18         | «You Be Illin'» «Больная тема»                                                                   | Николь Камминс | Зоэнн Клак        | 3 апреля 2014    | 8,28                |
| В госпитале начинается эпидемия гриппа после того, как один из пациентов Аризоны на неё чихает. Из-за постоянного общения пациентов с докторами, вирус быстро распространяется. Сначала грипп сваливает Джексона, затем Лею и, наконец, Дерека. |            |                                                                                                  |                |                   |                  |                     |
| 215 | 19         | «I'm Winning» «Я побеждаю»                                                                       | Кевин МакКидд  | Джоан Ратер       | 10 апреля 2014   | 8,18                |
| Наступает то время, когда начинают объявлять номинантов на премию Харпер Эйвери и доктор Кристина Янг — одна из них. За неё очень рады все коллеги, кроме Мередит и доктора Бейли. Чтобы скрыть свою зависть, Мередит произносит тост в честь Кристины. |            |                                                                                                  |                |                   |                  |                     |
| 216 | 20         | «Go It Alone» «Одиночество»                                                                      | Марк Джексон   | Лорен Барнетт     | 17 апреля 2014   | 8.45                |
| Накануне премии Харпер Эйвери Кристина собирается пойти с Мередит в бар. У пациенток Кристины, двух девочек, отторжение сердца, а их брат до сих пор ожидает пересадки. Келли и Аризона решают кто из них будет вынашивать следующего ребёнка. |            |                                                                                                  |                |                   |                  |                     |
| 217 | 21         | «Change of Heart» «Смена точки зрения»                                                           | Роб Гринли     | Мег Маринис       | 24 апреля 2014   | 7,99                |
| Мередит, Оуэн и Кристина возвращаются в мемориальный госпиталь церемонии награждения. Эйприл срывается, находясь в операционной с пациентом, который был сбит самосвалом. Эйприл понимает, что её "самосвалом" стала её ссора с Джексоном. |            |                                                                                                  |                |                   |                  |                     |
| 218 | 22         | «We Are Never Getting Back Together» «Мы никогда не будем вместе»                                | Роб Корн       | Джоан Ратер       | 1 мая 2014       | 8,81                |
| В попытке отомстить Кэтрин Эйвери, Уэббер созывает срочное совещание. Правление хочет подать апелляцию по поводу награды Харпер Эйвери. Кристина произносит речь в больнице в Швейцарии. Один из слушателей её лекции — доктор Престон Бёрк. |            |                                                                                                  |                |                   |                  |                     |
| 219 | 23         | «Everything I Try to Do, Nothing Seems to Turn Out Right» «У меня ничего не получается как надо» | Билл Д’Элиа    | Остин Гузман      | 8 мая 2014       | 7,95                |
| Родители Брейдена предъявляют обвинения доктору Бейли за угрозу жизни и оскорбление действием. Стефани решает выступить в защиту репутации и карьеры Бейли. |            |                                                                                                  |                |                   |                  |                     |
| 220 | 24         | «Fear (Of the Unknown)» «Страх (перед неизвестностью)»                                           | Тони Фелан     | Уильям Харпер     | 15 мая 2014      | 8,91                |
| Кристине надо уезжать в Цюрих. Угроза террористической атаки откладывает её вылет. Когда она добирается до торгового центра, чтобы купить зарядник для телефона, как в нём происходит взрыв, и пострадавшие отправлены в госпиталь Грей-Слоан. |            |                                                                                                  |                |                   |                  |                     |